# Equació de Carleman
En matemàtiques, l'equació de Carleman és una equació integral de Fredholm de primer tipus amb un nucli logarítmic. La seva solució va ser donada per primera vegada pel matemàtic suec Torsten Carleman (1892-1949) el 1922. L'equació és:
{\displaystyle \int _{a}^{b}\ln |x-t|\,y(t)\,dt=f(x)}
La solució per a b − a ≠ 4 és
{\displaystyle y(x)={\frac {1}{\pi ^{2}{\sqrt {(x-a)(b-x)}}}}\left[\int _{a}^{b}{\frac {{\sqrt {(t-a)(b-t)}}f'_{t}(t)\,dt}{t-x}}+{\frac {1}{\ln \left[{\frac {1}{4}}(b-a)\right]}}\int _{a}^{b}{\frac {f(t)\,dt}{\sqrt {(t-a)(b-t)}}}\right]}
Si b − a = 4, llavors l'equació només es pot solucionar si es compleix la següent condició
{\displaystyle \int _{a}^{b}{\frac {f(t)\,dt}{\sqrt {(t-a)(b-t)}}}=0}
En aquest cas, la solució té la forma
{\displaystyle y(x)={\frac {1}{\pi ^{2}{\sqrt {(x-a)(b-x)}}}}\left[\int _{a}^{b}{\frac {{\sqrt {(t-a)(b-t)}}f'_{t}(t)\,dt}{t-x}}+C\right]}
on C és una constant arbitrària.
Per al cas especial f(t) = 1 (en aquest cas cal tenir b − a ≠ 4), útil en algunes aplicacions, s'obté
{\displaystyle y(x)={\frac {1}{\pi \ln \left[{\frac {1}{4}}(b-a)\right]}}{\frac {1}{\sqrt {(x-a)(b-x)}}}}